# Triangulärer fibrokartilaginärer Komplex

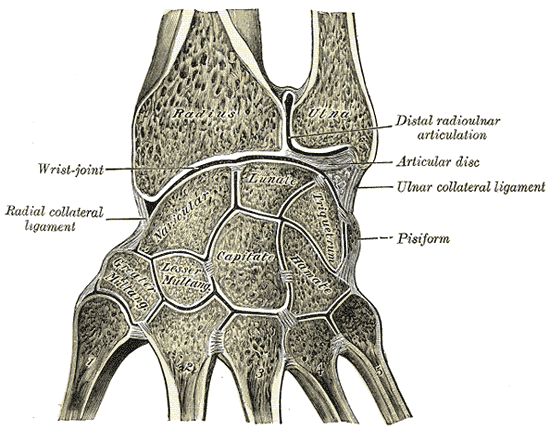
Anatomische Lage des TFCC (Articular disc) im Handgelenk.

Der trianguläre fibrokartilaginäre Komplex (engl.: Triangular fibrocartilage complex, abgekürzt TFCC; lat.: Discus triangularis oder Discus articularis ulnocarpalis) ist beim Menschen eine dreieckig geformte, aus Faserknorpel bestehende Zwischengelenksscheibe am Handgelenk, die sowohl die distalen Enden von Elle (Ulna) und Speiche (Radius) fest miteinander verankert, als auch diese mit den Handwurzelknochen (Ossa carpi) verbindet. In seiner Funktion ist der TFCC mit dem Meniskus vergleichbar.

## Anatomie
Der TFCC ist ein doppeltgekrümmter (bikonkaver) Discus und ist an seinen Rändern bis zu 5 mm dick. Er befindet sich am Handgelenk zwischen der Elle mit dem Gelenkspalt, der sich zwischen ihr und der Speiche befindet (Articulatio radioulnaris distalis), und der proximalen Reihe der Handwurzelknochen mit dem Gelenkspalt, der sich zwischen ihnen und der Speiche befindet (Articulatio radiocarpalis). An der Speiche ist er zwischen der Incisura ulnaris und der Facies articularis carpalis befestigt, an der Elle am Processus styloideus.
Mit Blut versorgt wird der TFCC durch dorsale und palmare, radioulnare Äste der Arteria ulnaris und der Arteria interossea anterior. Die Verteilung der versorgenden Gefäßäste (Microvaskularisation) ist vergleichbar mit den Menisken am Knie: die Ränder (Peripherie; entsprechen 10–40 % der Struktur) sind gut durchblutet, während die Mitte und das Innere des TFCC kaum erreicht werden.
Der Name „Triangulärer fibrokartilaginärer Komplex“ geht auf die Chirurgen A.K. Palmer und F.W. Werner zurück, die den TFCC 1981 erstmals als eine homogene Struktur beschrieben haben, die sich zusammensetzt aus:
- dem Discus articularis,
- den dorsalen und volaren Bändern des Handgelenks,
- einer Meniskus-ähnlichen Struktur,
- dem ulnaren Seitenband des Handgelenks, sowie
- der Sehnenscheide des Musculus extensor carpi ulnaris.

## Funktion
Bei „Türflügelbewegungen“ der Speiche im Handgelenk wird der TFCC mitgenommen und dreht sich unter der distalen Gelenkfläche des Ellenkopfes hindurch. Zusätzlich hat er Bedeutung als Gelenkverbindung („intraartikuläres Ligament“) zwischen Elle und Speiche – im sogenannten distalen Radioulnargelenk (DRU-Gelenk) – dessen Stabilität in erster Linie durch den TFCC gewährleistet ist.

## Klinische Bedeutung
Bei älteren Menschen kommt es durch Degeneration zu einem Auffasern des TFCC. In besonderer Weise ist er durch rheumatische Erkrankungen im Handgelenk betroffen, deren fortschreitende Zerstörung auch das distale Radioulnargelenk und das  6. Strecksehnenfach betrifft.
Bei jungen Menschen hingegen kann es bei Verletzungen auf Grund der Tatsache, dass der TFCC in der Mitte dünner und anfälliger ist, zu einem akuten Riss kommen. Es bestehen Schmerzen am ulnaren Handgelenk, ganz besonders, wenn die Hand zur Elle hin gebeugt wird. Es kann sich im Verlauf eine Schwellung ausbilden, einige Patienten bemerken auch ein „Knacken“ bei Handbewegungen.

### Untersuchung
Mit dem TFCC-load-Test kann durch Verdrehen des Handgelenks in maximaler Überstreckung in Richtung Handrücken (Dorsalextension) ein Schmerz auf der Ellenseite ausgelöst werden (man spricht dann von einem positiven TFCC-load-Test). Durch Magnetresonanztomographie (MRT) kann die Läsion mit einer Sensitivität von 100 % und einer Spezifität von 90 % gut dargestellt werden. Röntgenbilder sind in der Regel unauffällig und wenig hilfreich. Beschwerden auf Grund einer Verletzung des TFCC sind jedoch relativ selten. Deshalb sollte in allererster Linie eine andere, wahrscheinlichere Ursache ausgeschlossen werden.

### Therapie
Degenerative Erkrankungen des TFCC werden normalerweise konservativ mit lokalen Antiphlogistika (z. B. Salben), Kühlung und evtl. Ruhigstellung behandelt. Bei fortgeschrittener Arthrose oder bei größerer Instabilität des Gelenks kann der TFCC, mitsamt den ulnaren Handgelenksbändern, im Rahmen der Sauvé-Kapandji-Operation (Gelenkversteifung des distalen Radioulnargelenks bei gleichzeitiger Segmentresektion der Elle) gestrafft werden. Bei anhaltenden Beschwerden kann als ultima ratio der TFCC operativ entfernt werden. Diese Methode wird aber wegen evtl. chronischer Schmerzen oder Gelenkinstabilität in der Folge nicht empfohlen. Bei jungen Menschen kann bei einem akuten Riss auch eine Naht erfolgen.